# Melvin Méndez
Melvin Méndez Acevedo (ur. 17 listopada 1974) – portorykański judoka. Trzykrotny olimpijczyk. Zajął trzynaste miejsce w Atlancie 1996 i Sydney 2000 i odpadł w eliminacjach w Atenach 2004. Walczył w wadze półlekkiej.
Uczestnik mistrzostw świata w 1999, 2001 i 2003. Startował w Pucharze Świata w 2004. Piąty na igrzyskach panamerykańskich w 1999 i 2003. Zdobył pięć medali igrzysk Ameryki Środkowej i Karaibów. Brązowy medalista mistrzostw panamerykańskich w 1997 i 2004 roku.
Jego brat Carlos Méndez, również był judoką i olimpijczykiem z 2000 roku.

## Letnie Igrzyska Olimpijskie 1996
| Konkurencja | Eliminacje                     | Repasaże              | Klas. końcowa |
| Konkurencja | Przeciwnik I                   | Przeciwnik II         | Miejsce       |
| ----------- | ------------------------------ | --------------------- | ------------- |
| 60 kg       | Dordżpalmyn Narmandach (MGL) P | Nigel Donohue (GBR) P | 13.           |

## Letnie Igrzyska Olimpijskie 2000
| Konkurencja | Eliminacje                  | Repasaże                   | Klas. końcowa |
| Konkurencja | Przeciwnik I                | Przeciwnik II              | Miejsce       |
| ----------- | --------------------------- | -------------------------- | ------------- |
| 66 kg       | Girolamo Giovinazzo (ITA) P | Henrique Guimarães (BRA) P | 13.           |

## Letnie Igrzyska Olimpijskie 2004
| Konkurencja | Eliminacje          | Klas. końcowa |
| Konkurencja | Przeciwnik I        | Miejsce       |
| ----------- | ------------------- | ------------- |
| 66 kg       | Óscar Peñas (ESP) P | 1 runda       |